# Charles-François Raoul
Pour les articles homonymes, voir Raoul.
Charles François Raoul, né le 5 avril 1759 à Liffol-le-Grand (Vosges), mort le 19 juin 1824 à Neufchâteau (Vosges), est un général français de la Révolution et de l’Empire.

## États de service
Sous le royaume de France, il entre en service le 1er novembre 1776, au régiment de Bassigny-infanterie, il passe caporal de chasseurs le 9 avril 1780, sergent de fusiliers le 20 décembre 1782, et il est congédié le 9 novembre 1784.
Le 30 août 1791, il est élu capitaine de grenadiers au 1er bataillon de volontaires des Vosges, et il devient chef de ce bataillon le 2 septembre 1793.
Il est promu général de brigade le 2 avril 1794 à l’armée des Ardennes, et il est suspendu le 3 juin suivant par les représentants du peuple. Il est réintégré le 12 août 1794, il rejoint l’armée des Pyrénées occidentales le 17 août, et le 25 septembre il prend le commandement de Bayonne.
Le 10 août 1795, il est employé à l’armée de l’Ouest, comme commandant de La Roche-sur-Yon, puis de Noirmoutier, avant de rejoindre l’armée de Rhin-et-Moselle le 3 décembre 1795. Il est réformé le 14 avril 1796.
Il est rappelé à l’activité le 11 juillet 1799, à l’armée des Alpes, et en février 1800, il est affecté à l’armée d’Italie. Le 6 avril 1800, il passe dans la division du général Lesuire, et le 18 décembre, il rejoint l’armée de Batavie. Le 29 mars 1801, il est non inclus dans la réorganisation des états-majors, et il est mis en congé de réforme le 21 mai 1801.
Le 15 août 1809, il est remis en activité à l’armée du Nord, et il est admis à la retraite le 14 mars 1810.
Pendant les Cent-Jours, il est appelé au commandement du département des Vosges le 15 avril 1815, et il est fait chevalier de la Légion d’honneur le 29 avril 1815. Le 13 juin 1815, il est employé à Metz, et le 20 août suivant il est remis en position de retraite. Son fils Nicolas Louis Raoul (1788-1850) est capitaine et aide de camp de Napoléon pendant le séjour de l'Empereur à l'île d'Elbe.
Il meurt le 19 juin 1824, à Neufchâteau.